# 中越高等学校
中越高等学校（ちゅうえつこうとうがっこう、英: Chuetsu High School）は、新潟県長岡市新保町にある私立高等学校。略称は「越高」（えつこう）、「中越」など。

## 概要

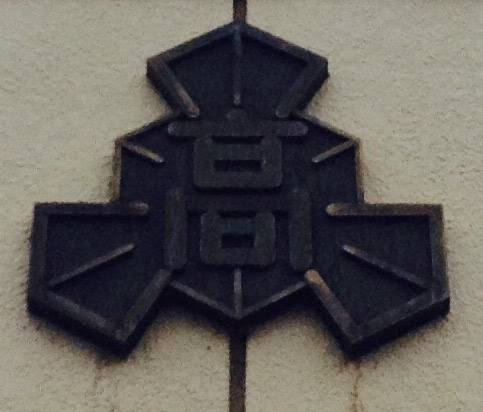
校章

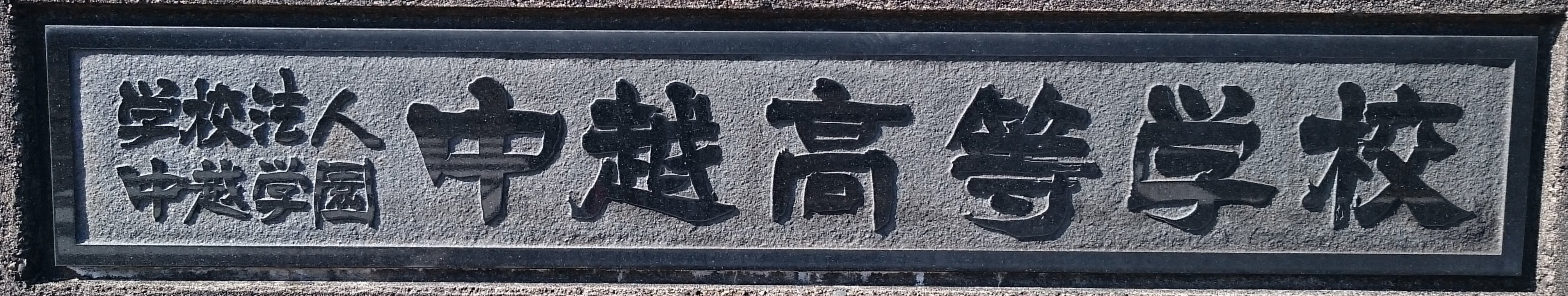
学校表示

本校の起源は、1905年（明治38年）に斎藤由松によって設立された私塾「斎藤女學館」の開館に遡る。
部活動が盛んで、運動部を中心に多くの部が全国大会に出場している。
なかでも野球部においては、1956年（昭和31年）に創部後、1959年（昭和34年）の秋の新潟大会で初優勝。その後も度々上位進出を果たし、1978年（昭和53年）夏（第60回）に初の甲子園出場。新潟県の私学勢としても春夏通じて初の甲子園出場であった。その後も2015年（平成27年）度以降2017年（平成29年）を除いて連続で夏の甲子園に出場しており、12回の出場（2020年度の令和2年度新潟県高等学校夏季野球大会を含めると夏は13度の優勝）を果たしている。
その他、吹奏楽部は全日本高等学校吹奏楽大会in横浜にて県勢最多の15回目の出場、
写真部は2025年（令和7年）の写真甲子園で優勝。
水泳部、陸上部、放送部、バレー部、ソフトテニス部等も全国大会常連の強豪。

## 沿革
- 1905年12月 - 長岡市長町に女子師範学校入学の予備教育を行う私塾として斎藤女学館を設立（生徒数は25名）、1921年に斎藤女學校と改称。
- 1926年2月 - 甲種実業学校として設置認可。
- 1928年11月 - 長岡高等家政女学校と改称。
- 1944年3月 - 長岡女子商業学校と改称。
- 1945年4月 - 長岡高等家政女学校の名称に復す。
- 1948年4月 - 学制改革に伴い長岡家政学園中学校・高等学校に改組。
- 1956年4月 - 男女共学化し中越高等学校と改称、中学校を廃校。
- 1959年12月 - 学校法人名を中越高等学校と改称。
- 1971年3月 - 学校法人名を中越学園と改称。
- 1984年9月 - 新校舎に移転。
- 1993年4月 - 商業科を募集停止。
- 1994年4月 - 特別進学コースを設置。
- 1994年8月 - 6回目の甲子園出場を果たし、甲子園初勝利を挙げベスト16進出。
- 1996年8月 - 7回目の甲子園出場を果たす。
- 1997年7月 - 日本文理との初対決で、準優勝。
- 1998年4月 - 普通コースに国際情報系・福祉医療系の設置。
- 2001年4月 - 学校5日制、二期（前・後期）制の導入。
- 2003年7月 - 夏の決勝は6年ぶり2度目の日本文理との対決で、優勝。
- 2003年8月 - 8回目の甲子園出場を果たす。
- 2004年4月 - 普通コースを文系、福祉系、理系に再編。
- 2004年10月 - 7.13新潟水害を教訓に携帯用Webサイトを新設、運用開始。[4]
- 2005年10月 - 学校創立百周年記念式典を挙行。
- 2006年4月 - 現在の制服に改定。
- 2009年7月 - 夏の決勝は6年ぶり3度目の日本文理との対決で、準優勝。
- 2010年4月 - キャリア教育の充実を図り、自己探究・課題研究などを加えた新しいカリキュラムがスタートする。[4]
- 2015年7月 - 夏の決勝は6年ぶり4度目の日本文理との対決で、優勝。
- 2015年8月 - 12年ぶり9回目の甲子園出場を果たす。
- 2016年8月 - 2年連続10回目の甲子園出場を果たす。
- 2017年7月 - 夏の決勝は2年ぶり5度目の日本文理との対決で、準優勝。
- 2018年7月24日 - 県立新発田との対決で優勝、甲子園出場を決める。
- 2020年8月6日 - 令和2年度新潟県高等学校夏季野球大会にて、夏の決勝は3年ぶり6度目の日本文理との対決で、優勝。

## 部活動
運動部
- 陸上部
- 水泳部
- 野球部 - 全国高等学校野球選手権大会11回出場。
- バドミントン部
- 男子バスケットボール部
- 女子バスケットボール部
- テニス部
- 男子バレーボール部 - 旧春の高校バレー2回出場、高校総体7回出場。
- 女子バレーボール部 - 春の高校バレー1回出場、高校総体 1回出場。
- ソフトテニス部
- 卓球部
- ソフトボール部
- サッカー部
- ハンドボール部
- 柔道部
- 剣道部
- チアリーディング部

文化部
- 美術部
- 書道部
- 吹奏楽部
- 写真部
- 演劇部
- 英語部
- 放送部
- 茶道部
- 生徒会執行部

## 著名な出身者

### スポーツ
- 阿部拳斗（元プロ野球選手）
- 今井雄太郎（元プロ野球選手）
- 今井啓介（元プロ野球選手）
- 諏訪部貴大（元社会人野球選手）
- 渡邉雄大（プロ野球選手）
- 川上拓斗（プロ野球審判員）
- 徳永政夫（北九州市立大学硬式野球部監督）
- 佐藤公威 - プロバスケットボール選手（大分ヒートデビルズ所属）：2003年卒業
- 長谷川徳海 - ビーチバレーボール選手
- 河本耕平（水泳選手）
- 加瀬加奈子（女子競輪選手・トライアスロン選手）

### その他
- ヒラサワンダ（作曲家）
- 桑原 望（政治家）
- SABE（漫画家）
- DJ松永（Creepy Nuts(R-指定&DJ松永)）・ターンテーブリスト・トラックメイカー
- 湯本泰隆（郷土史家）

### 教職員
- 鈴木春祥 （中越高野球部の監督を38年間に渡って務め、7度夏の甲子園に導いた）

## 交通アクセス
- 越後交通「中越高校前」バス停より徒歩すぐ
- JR東日本
  - 北長岡駅よりへ約1.5 km[5]（徒歩：約20分[5]）
  - 長岡駅より北へ約3.2 km[6]（徒歩：約40分[6]）

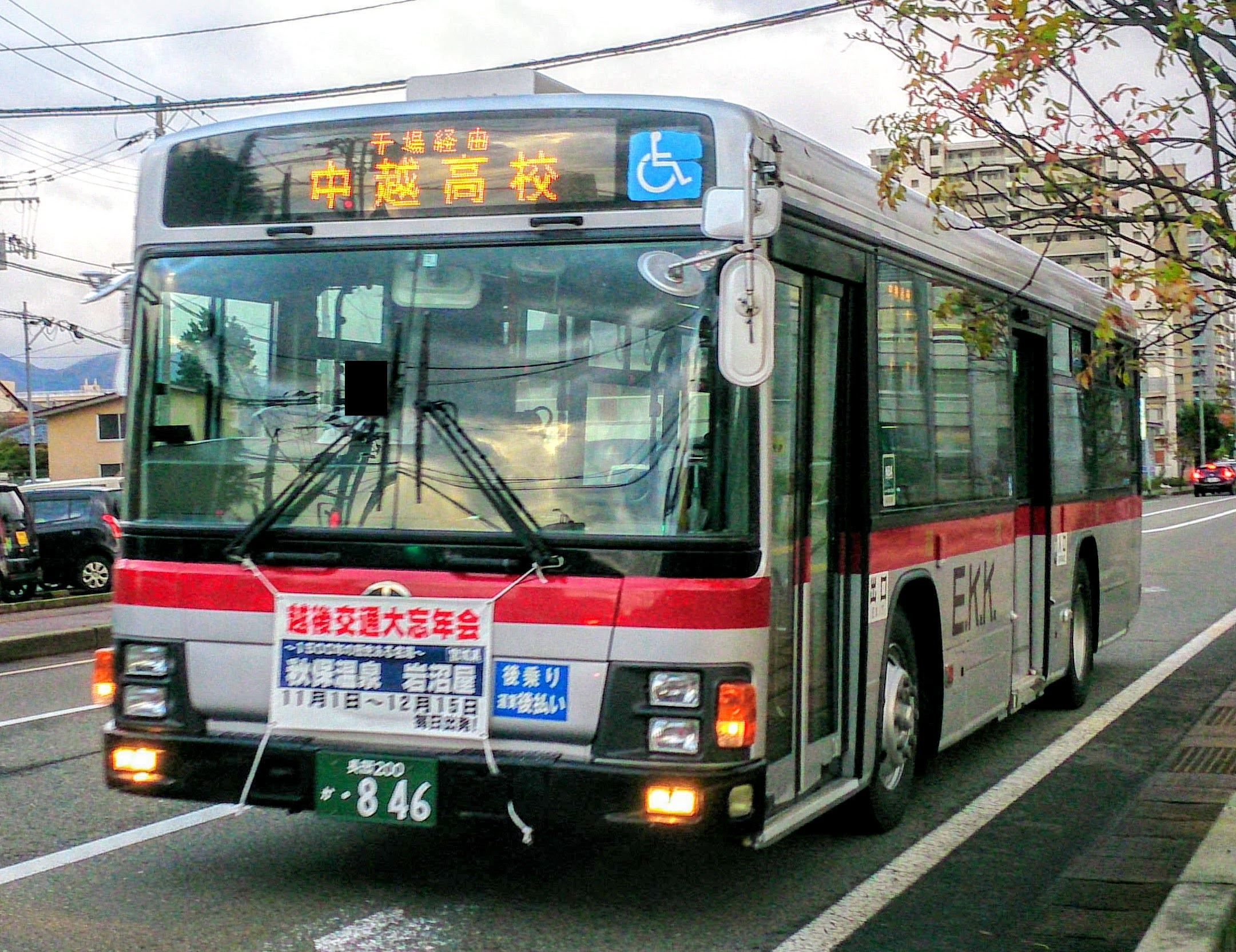
本校を終点とする路線バス（越後交通）